# 에리카 애시
에리카 애시(Erica Ash, 1977년 9월 19일 ~ 2024년 7월 28일)는 미국의 배우, 희극인, 가수, 모델이다.

## 출연 작품

### 영화
- 무서운 영화 5 (2013) - 켄드라 브룩스 역
- 캠퍼스 어택: 크리스티 처결단 (2014)
- Sister Code (2015)
- Jean of the Joneses (2016)
- 엉클 드류 (2018)
- 우리 집에 유령이 산다 (2023)

### 텔레비전
- MADtv (2008-09)
- 콜드 케이스 (2009)
- 서바이버스 리모스 (2014-17, Survivor's Remorse)
- 헬's 키친 (2016)
- 레거시스 (2019)